# Jaroslav Vanek
Jaroslav Vanek (3. září 1929 – 11. ledna 1992) byl slovenský a československý politik a bezpartijní poslanec Sněmovny lidu Federálního shromáždění za normalizace.

## Biografie
K roku 1971 se profesně uvádí jako soustružník. Ve volbách roku 1971 zasedl do Sněmovny lidu (volební obvod č. 139 – Ružinov-sever, Bratislava). Ve FS setrval do konce funkčního období, tedy do voleb roku 1976.